# Setenil de las Bodegas
Setenil de las Bodegas es un municipio español de la provincia de Cádiz, Andalucía. Su entramado urbano está declarado conjunto histórico, cuyo centro está incrustado en el tajo formado por el río Trejo a su paso por la localidad. Forma parte de la ruta de los pueblos blancos, y está conectado a la línea ferroviaria Bobadilla-Algeciras a través de la estación de Setenil. Se encuentra a una altitud de 640 metros y dista 157 kilómetros de la capital de provincia, Cádiz. En 2018 contaba con 2732 habitantes. La extensión de su término municipal es de 82 km² y tiene una densidad de 36,45 hab/km².
Setenil de las Bodegas forma parte de la asociación Los Pueblos Más Bonitos de España desde el año 2019.

## Historia
En las cuevas de la localidad se han encontrado objetos que demuestra que estuvieron pobladas hace 5000 años
Según la crónica de Bernáldez sobre la Reconquista, la toma de la villa de Setenil fue fundamental para la Corona castellana en su avance hacia Granada, aunque el sitio de 1407 no proporcionó el fruto deseado. Desde aquel momento, Setenil fue considerado casi inexpugnable, constituyendo una puerta fundamental para la reconquista del reino nazarí. Desde los tiempos de Juan II de Castilla hasta el reinado de los Reyes Católicos, se produjeron siete sitios (de ahí el nombre de la ciudad, Septem nihil), siendo el último, (el de 21 de septiembre de 1484), el que condujo a la victoria definitiva. 
Bajo dominio cristiano, Setenil fue declarada villa de realengo, y recibió de los monarcas la Carta de Privilegios en 1501, donde se dispuso un elevado número de franquicias y beneficios equiparables a los que en ese momento gozaba Sevilla. 
Tras los primeros momentos de la repoblación y el repartimiento de casas y tierras, Setenil comenzó una nueva etapa en la que sus vecinos, un buen número de los cuales pertenecía al estamento hidalgo, tales como las familias Ortiz, Zamudio o Guzmán, vivían de los cultivos de la vid y los cereales, del aprovechamiento del monte, de la ganadería y de la pesca. 

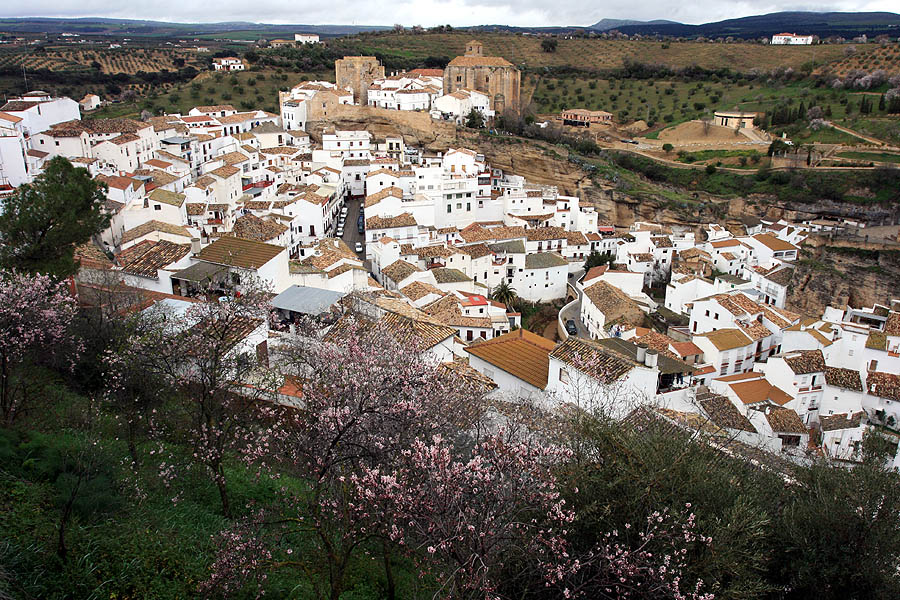
Vista general

Durante la Edad Moderna, Setenil avanzó y continuó disfrutando de una privilegiada situación entre los pueblos de la serranía, sólo alterada ocasionalmente por la presencia de tropas que en diversas circunstancias se aprovisionaron de la villa, con el consiguiente perjuicio económico para sus habitantes. Los setenileños poseían una importante iglesia, un hospital y un seminario que se mantuvo hasta mediados del siglo XVII. Fue en este siglo cuando, tras numerosos pleitos, consiguieron independizarse de la ciudad de Ronda, por una real pragmática firmada en 1630. 
La entrada del siglo XIX estuvo marcada por las luchas guerrilleras de sus vecinos, que unidos a los de otros pueblos de la serranía gaditana, resistieron ante el invasor francés que ocupaba la Península. El proceso desamortizador no repercutió positivamente en los habitantes de Setenil, y los campesinos, buscando soluciones que paliasen sus dificultades económicas, se unieron a los movimientos sociales que habían empezado a difundirse por la sierra gaditana. 
En la actualidad, una vez superados los procesos de emigración de la segunda mitad del siglo XX, Setenil continúa desarrollándose siguiendo sus pautas tradicionales de signo fundamentalmente agrícola, a las que se une el aprovechamiento turístico de un pueblo que por lo excepcional de su entramado urbano, la belleza de sus alrededores y lo singular de sus festividades se constituye en uno de los más atractivos municipios de la provincia de Cádiz.

## Demografía
Setenil de las Bodegas cuenta con una población de 2624 habitantes (INE 2024).
| Gráfica de evolución demográfica de Setenil de las Bodegas entre 1842 y 2021 |
| |
| Población de derecho según los censos de población del INE Población de hecho según los censos de población del INEEn estos censos se denominaba Setenil: 1842, 1857, 1860, 1877, 1887, 1897, 1900, 1910, 1920, 1930, 1940, 1950, 1960, 1970, 1981 y 1991. |

## Comunicaciones
La estación de Setenil, situada en el ferrocarril Bobadilla-Algeciras, es la estación ferroviaria del municipio y la única operativa de la sierra de Cádiz. El servicio regular de Renfe Algeciras-Granada efectuaba paradas a diario en esta estación.
El núcleo urbano se comunica con los municipios vecinos a través de carreteras pertenecientes a la Diputación de Cádiz:
- CA-9113 a El Gastor
- CA-9120 a Torre Alháquime y Olvera
- CA-9121 que enlaza con la A-7276, Alcalá del Valle-Cuevas del Becerro
- CA-9122 a Arriate (Málaga)

## Economía

### Evolución de la deuda viva municipal
| Gráfica de evolución de Deuda viva del Ayuntamiento de Setenil de las Bodegas entre 2008 y 2019                                |
| |
| Deuda viva del Ayuntamiento de Setenil de las Bodegas en miles de Euros según datos del Ministerio de Hacienda y Ad. Públicas. |

## Patrimonio

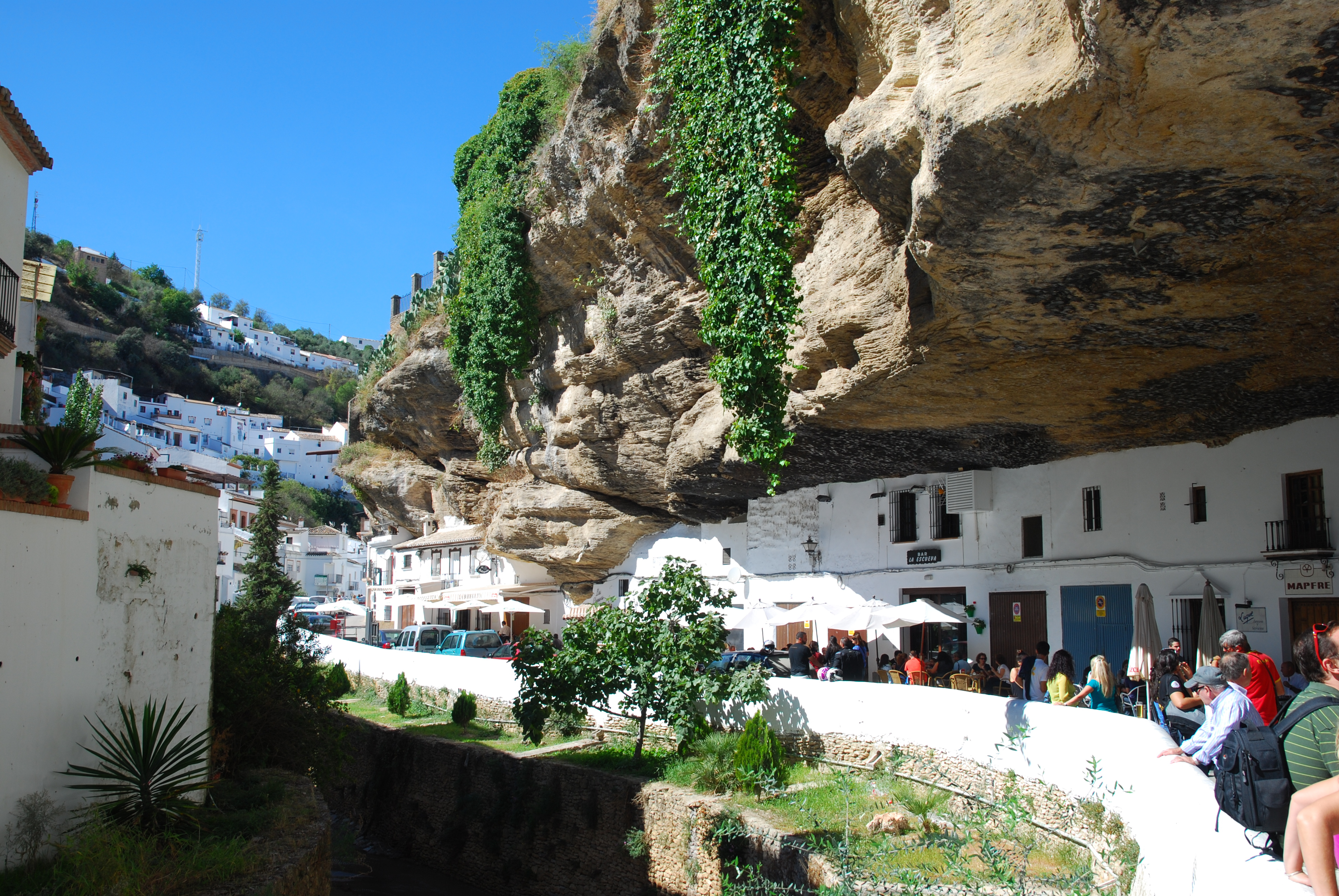
Vista del caserío adaptado a la orografía del entorno

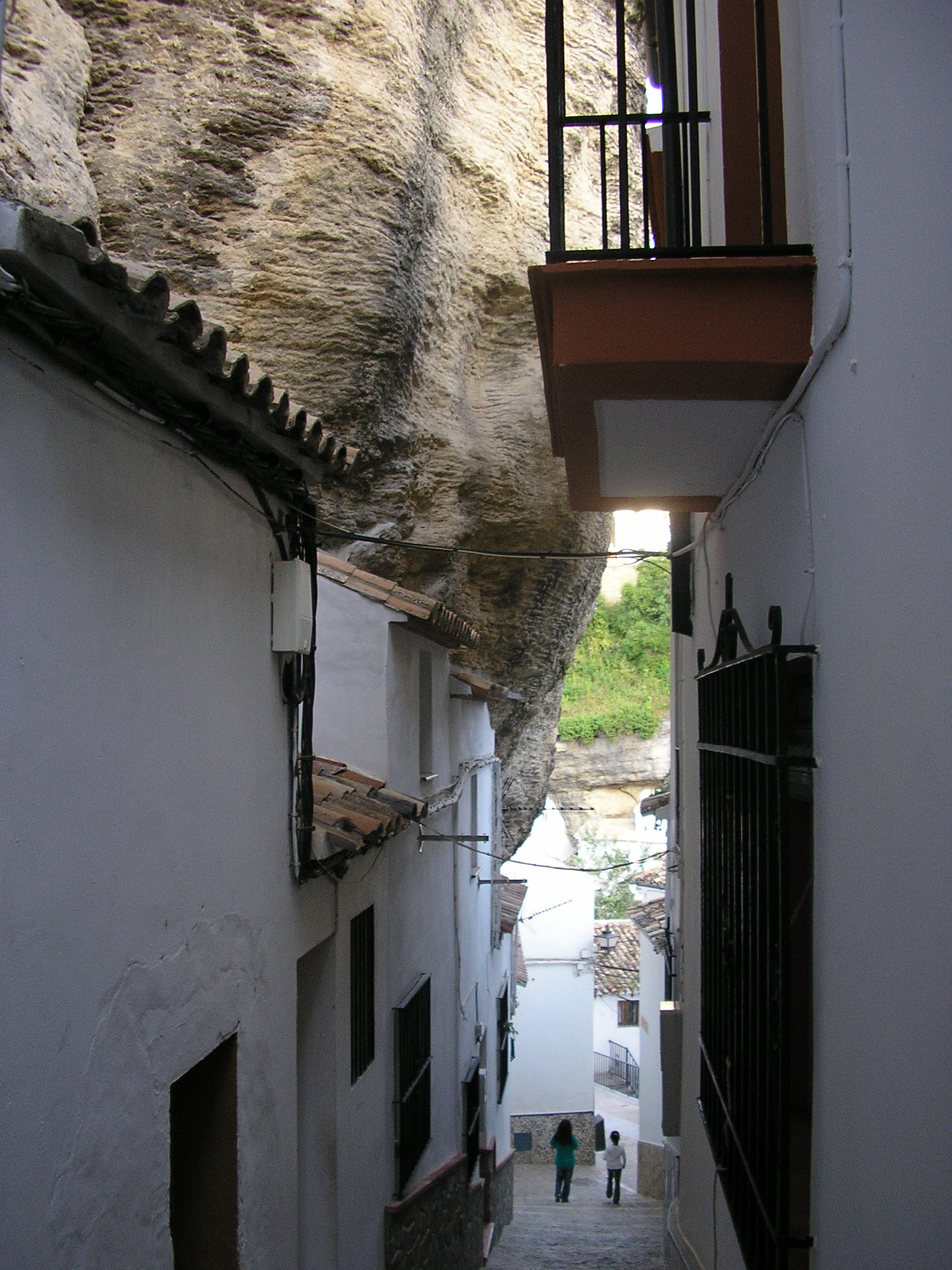
Callejuela

### Monumentos
- Conjunto histórico-artístico. El principal atractivo de este municipio lo constituye el mismo pueblo, declarado conjunto histórico-artístico en 1985, debido a la belleza y originalidad de su entramado urbano. A través de una elevada pendiente, el caserío baja desde el castillo adaptándose al curso del río, lo que le confiere una singular disposición con diferentes niveles de altura. En la parte baja los vecinos han aprovechado el tajo creado en la roca por el río para construir sus casas. Se trata de un excepcional ejemplo de un tipo de vivienda denominado "abrigo bajo rocas" que, a diferencia de otras construcciones semitroglodíticas desarrolladas en Andalucía, no excava la roca, sino que se limita a cerrar la pared rocosa y desarrolla la vivienda de forma longitudinal.

- Castillo de Setenil. Fortaleza Nazarí de Setenil (siglo XIII) (Alcázar, Torre del Homenaje, Medina, Baños, Mezquita y Coracha-Mina. La fortaleza posee toda su cerca con 530 m.. de muralla y sus cerca de 40 torres; así mismo, es una de las pocas fortalezas nazaríes que conservan todo su entramado urbano medieval.)

- Iglesia de Nuestra Señora de la Encarnación. Estilos mudéjar y gótico. (Siglos XV-XVII). Una de las mayores características es que realmente se compone de dos iglesias, una mudéjar y otra gótica.

- Ermita de San Sebastián. De los siglos XV-XVI.

- Antigua casa consistorial. Hoy es la Oficina de Turismo, antiguamente Torre Albarrana de acceso a la fortaleza (siglos XIII-XV), Casa de la Harina (siglos XV-XVIII) y casa consistorial (siglos XVI-XIX).

- Ermita de Ntra. Sra. del Carmen. Del siglo XVIII.

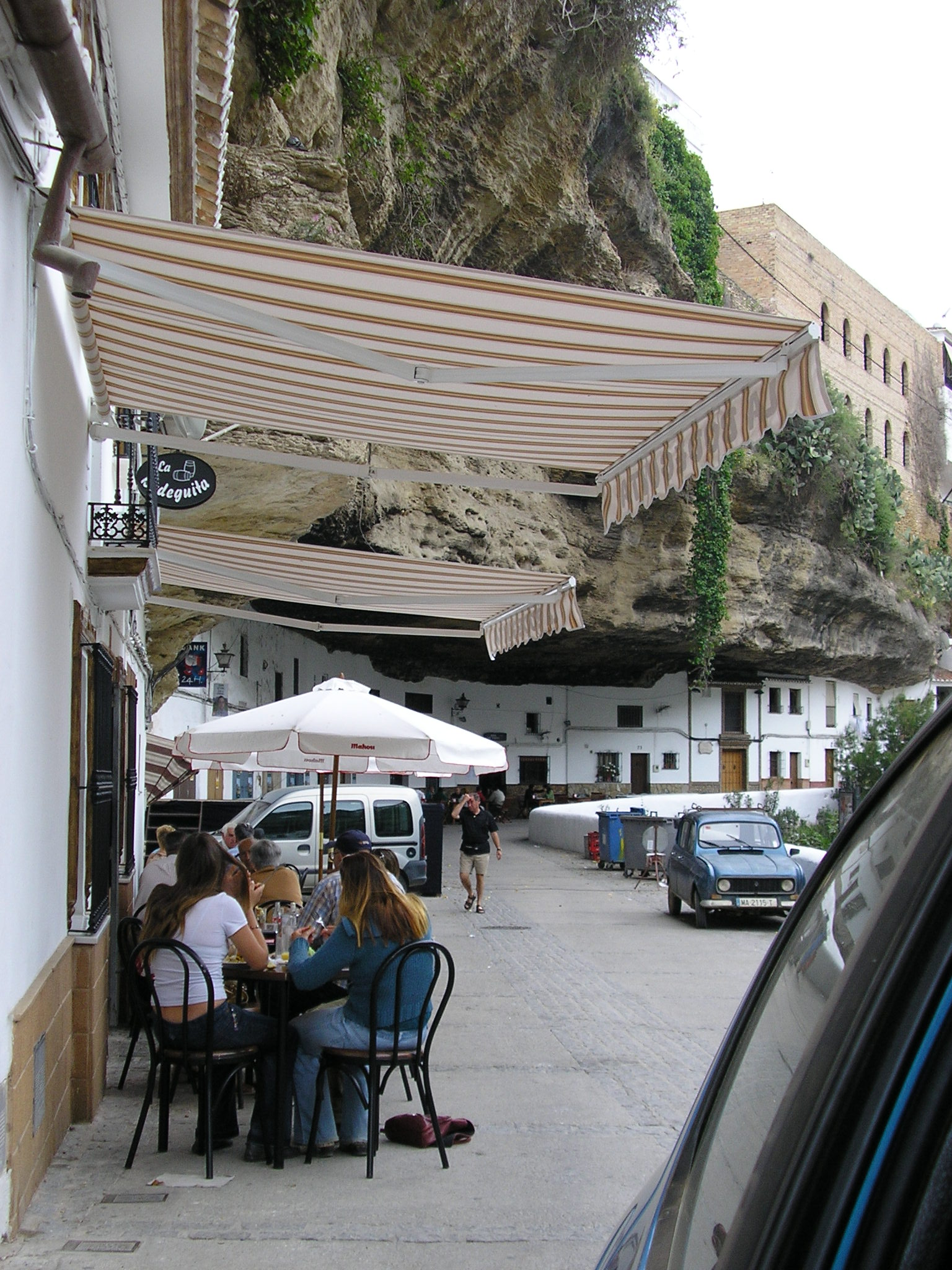
Calle del Sol

- Ermita de San Benito. De los siglos XV-XVI. Edificada sobre una mezquita del arrabal moro, cercana a una fuente. En 1502 tuvo varios pleitos con vecinos de la villa que pretendían quedarse con las fincas que le correspondieron en el repartimiento de los Reyes Católicos. Sede de la Hermandad de Nuestro Padre Jesús Nazareno y Nuestra Señora de la Soledad que se ha encargado siempre de sus restauraciones.
- Ermita de Nuestra Señora de la Concepción. Del siglo XVIII.
- Cuevas de San Román. Del siglo XVI.
- Puente de la calle Triana. De los siglos XV-XVI.
- Puentes de la Villa. De los siglos XV-XVII.
- Puente de la calle Ronda. Del siglo XVIII.

### Otros lugares
Calles y barrios históricos de la Fortaleza Nazarí
- Calle del Príncipe del Rey. (Actual calle de entrada a la villa).
- Calle Llana. (Desde un lateral de la iglesia hasta la mina, está en el subsuelo de los Cortilanes).
- Barrio del Torreón. (Viviendas circundantes a la Torre del Homenaje, en lo que era la plaza de Armas).
- Barrio del Mirador de la Peña. (Actual Lizón, en época nazarí era todo el entramado de defensa del Alcázar, a su entrada a la villa).
- Barrio de la Iglesia. (Viviendas ubicadas a la espalda de la misma, actualmente en el subsuelo de los Cortinales. La iglesia se asienta sobre la mezquita alhama).
- Barrio del Hospital. (Viviendas ubicadas a la espalda del mismo, actualmente en el subsuelo de los Cortinales, el hospital era el Hospital Real de Nuestra Señora de Santa Catalina, siglo XV. El hospital se levantó aprovechando la propia estructura de los baños árabes. Actualmente en dicho lugar se encuentra el único edificio construido en la "Villa".
- Barrio del Adarve.
- Barrio de la Torre del Espolón. (Es la esquina sureste de la fortaleza, aunque pasa muy desapercibida, aún hoy conserva dos de sus plantas).
- Barrio de la Mina. (En dicho barrio nos encontramos con la Coracha-Mina de la fortaleza de Setenil, construcción realizada para el abastecimiento de agua en todo momento, principalmente en los momentos de conflicto. La coracha medía 40 metros de largo por 30 metros de alto y con tres niveles; el inferior ha sido el que ha suscitado más leyendas ya que es donde se encuentran las galerías y conducciones internas de agua, así como el pozo. La presente construcción ha sido la que ha forjado la gran mayoría de las leyendas del pueblo).
- Placa de Bésame en Este Rincon (calle Vega), ideal para hacer fotos de pareja o amigos/familia.

Calles y barrios de extramuros
- Calle Triana: (Primeras noticias escritas en el siglo XIV).
- Calle Ronda: (Primeras noticias escritas en el siglo XIV).
- Calle Vilches: (Primeras noticias escritas en el siglo XIV).
- Calle de San Benito: (Primeras noticias escritas en el siglo XIV).
- Calle Alta: (Primeras noticias escritas en el siglo XIV).
- Barrio del Cerrillo: (Primeras noticias escritas en el siglo XIV).

Arrabales
- Arrabal de Triana.
- Arrabal de Ronda.
- Arrabal de San Benito.
- En cuanto a la arquitectura popular destacan sobre todo las casas-cueva de la ciudad, la mayoría de ellas se sitúan en las calles Cuevas del Sol, Cuevas de la Sombra, calle Mina, calle Herrería, calle Jabonería, calle Cabreriza, calle Triana y Cuevas de San Román.

## Fiestas
Entre todas las fiestas del pueblo de Setenil destaca la Semana Santa, declarada de Interés Turístico Nacional de Andalucía, que goza de gran arraigo popular y tradición cultural y en la que es singular la rivalidad entre las dos hermandades, la Santa Vera Cruz (los blancos) y la Real Hermandad de Nuestro Padre Jesús y Nuestra Señora de la Soledad (los negros), rivalidad que se tradujo en las décadas de 1970 y 1980 en la llamada "guerra de las bandas".
Su origen está ligado al nacimiento de la hermandad de la Santa Vera Cruz en 1551. Entre 1782 y 1863, tiene lugar una escisión de ésta que daría lugar a la Hermandad de Nuestro Padre Jesús Nazareno y Nuestra Señora de la Soledad, remitiéndonos a la tradición oral para encontrar la causa de esta escisión en posibles irreverencias en la imagen de la Soledad. Desde 1985 esta Hermandad, procesiona sin autorización eclesiástica la tarde del sábado santo. Debido al desnivel y estrechez de sus calles, algunas cobijadas por la roca, otras incluso completamente cubiertas, y a lo complicado de su arquitectura urbana, es difícil el recorrido procesional, forzando a una limitación en las dimensiones de los tronos así como en el número de costaleros; algunos pasos han de ser parcialmente desmontados en algún tramo (se quitan varales), e incluso se ensancha alguna calle con pasarelas supletorias. 
- Otra fiesta destacable es la Romería de San Isidro que se celebra en mayo en el puerto del monte donde las familias pasan el fin de semana.

- También es importante la feria que se celebra en agosto. Durante el día la gente celebra la feria en la calle Cuevas del Sol y durante la noche se trasladan al recinto ferial.

- Los patronos de la villa son San Sebastián, el 20 de enero, y la Virgen del Carmen, que disfruta de una procesión, actos litúrgicos y verbena en su honor.

## Gastronomía
- Sopas Cortijeras. Plato típico por excelencia de la localidad hecho con pan, aceite de oliva, espárragos y huevo escalfado.
- Migas con chorizo.
- Queso de cabra con Membrillo
- Revueltos de espárragos, de morcilla o setas.
- Batatas con miel.
- Chacinas artesanales.
- Ensalada de coles o de pencas.
- Conejo a la serrana.
- Dulces con aceite de oliva, por ejemplo, empanadillas de cidra.